# Tingo María
Tingo María es una ciudad peruana capital del distrito del Rupa-Rupa y de la provincia de Leoncio Prado en el departamento de Huánuco. Es conocida como la "ciudad de la Bella Durmiente", porque desde allí se observa una formación de montañas cuya silueta se asemeja a la de una mujer dormida. 
Fundada el 15 de octubre de 1938, la ciudad tuvo un rápido crecimiento poblacional convirtiéndose en la segunda ciudad más poblada del departamento de Huánuco con 46 191 habitantes según el XII Censo de Población, VII de Vivienda y III de Comunidades Indígenas 2017.
Tingo María se encuentra ubicado en la selva alta por lo que es apodada la "Puerta de entrada a la Amazonía Peruana". Su entorno destaca los paisajes cubiertos de bosques, cascadas, cuevas y diversidad biológica.

## Toponimia
Existen varias versiones sobre el origen del nombre de la ciudad, entre las más rescatables tenemos: "Tingo" proviene de la palabra quechua tincco o tinku que expresa la confluencia de caminos o de ríos, en este caso señala la convergencia de los ríos Monzón y Huallaga que se unen a la altura del Puente Córpac de esta población. Para el nombre  "María" se tiene referencia de que existió una pobladora que vivía en el margen de la unión de estos ríos, esta moradora atendía a las personas que transitaban por los afluentes del río Huallaga, brindándoles hospedaje y alimentación. Otra interpretación afirma que se encontró en ese lugar una mujer ahogada, de nombre María.

## Historia

### Época incaica
Según los relatos del cronista Felipe Guamán Poma de Ayala y de Antonio Raimondi, Tingo María estaba habitada por comunidades indígenas como los Panatahuas entre las riveras del río Monzón y Chunatahua, entre otras tribus se hallaban los Tulumayos en las riveras de los ríos Tulumayo, los Chupaiches en la margen izquierda del río Huallaga, los Tingaleses en la margen derecha del río Huallaga, más hacia el oriente se encontraban los Carapanchos y Callisecas, los Quidquidianos se habían reducido hacia el río Magdalena e igual que los Cholones que vivían en las márgenes del mismo río. Siendo estos los primeros indicios de habitantes en la región.
Se conoce también a través de las cronistas que estos pueblos ante el temor de una inevitable invasión de los ejércitos del Inca decidieron alejarse aún más adentro en la selva virgen, eso ocurrió en la época del Imperio del Tahuantinsuyo. Se conoce por los relatos que los ejércitos del gran emperador inca Pachacútec tomaron por asalto esta parte de la selva peruana, penetrando por la actual región del Amazonas llegando sin ningún contratiempo a la actual Huallaga Central donde encontraron establecida a la civilización Rupa-Rupa, donde colocaron los hitos del Imperio Incaico.
En la actualidad como vestigio del legado Inca encontramos un camino empedrado de 5 km de longitud entre inmediaciones de las provincias de Leoncio Prado y Pachitea. Estudiosos consideran que este camino sirvió de nexo entre la Selva Alta y gran parte de la sierra peruana. También se encontró complejos arquitectónicos en el sector de la actual Shapajilla y las ruinas de Aspuzana un poco más al Oriente de las mundialmente reconocidas ruinas del Gran Pajatén.

### Época colonial
La historia señala a Don Martín Alcántara como la primera autoridad encargada de la entonces Rupa-Rupa, región conformada por los indios de Huánuco, este encargo le fue asignado por Don Francisco Pizarro, Gobernador del Perú en 1539, posteriormente en 1548 el entonces Don Pedro de la Gazca, nombró al capitán Gómez Arias Dávila como encargado de las regiones colindantes a Rupa-Rupa y no fue hasta 1557 que el Virrey Hurtado de Mendoza le concedió el título de Gobernador del Rupa-Rupa. Este en compañía de Fray Jurado y otros encontraron férrea resistencia por parte de los lugareños siendo finalmente derrotados por las fuerzas españolas.
Se considera al Padre Salazar de la orden de Jesús como fundador de la zona de Chinchao, desde ese lugar llamado Santa Cruz de Tunoa se desplegó la ruta de evangelización para los lugares que hoy conocemos como Tingo María, Las Palmas y Naranjillo.
Esta época se caracteriza por el interés de los gobernantes por la exploración de la zona, muchas veces con el apoyo de otros países. Entre las visitas más importantes se encuentra la del norteamericano Andrés Mathews y el Sargento Mayor Don Pedro Beltrán, quienes en sus crónicas dejaron legados importantes sobre la visita que realizaron a esta parte del Perú.
Como dato histórico en la obra “El Perú” de A.Raimondi indica que el pueblecito de Juana del Río, que hoy lleva el nombre de Tingo María, en la época del viaje de Smith Lowe en 1826, se había comenzado a formarse, de manera que su fundación data del año 1830 y débase a los esfuerzos de D. José María Ruiz, habiendo este traído los primeros pobladores desde el pueblo de Pachiza.
Es notable además la permanencia de dicho nombre en la memoria de sus pobladores, aun cuando cambió su denominación por provincia de Leoncio Prado en homenaje al héroe huanuqueño de la guerra del Pacífico.
El autor emplea dos conceptos para distinguir las fundaciones provinciales de Tingo María en la época republicana. Al respecto, ubica la «fundación social» en 1830, cuando el médico portugués Sebastián Martins, propietario de la hacienda «Casapi» del valle del Chinchao, con apoyo de José María Ruiz, Juana del Río y nativos traídos de Uchiza, Pachiza y Saposoa, establecen el pueblo de Tingo María para promover el comercio y navegabilidad de los ríos que darían salida al extranjero a los recursos naturales exportables de la región.
En 1868, el Oficial del Ejército Peruano Leoncio Prado, en compañía de otros expedicionarios, desarrollaron trabajos de investigación hidrográfica, bajando por el caudal del río Huallaga se internaron en el Amazonas.

### Época republicana
A partir de 1936 se abren las puertas del progreso para Tingo María, con la construcción de la carretera que la unen a la capital de la República, así como la expedición de las leyes de Resolución y los Decretos Supremos del 23 de marzo y del 23 de febrero de 1938, respectivamente, dando así inicio a la obra colonizadora y garantizando las facilidades para su respectiva inmigración y asentamiento a la región tingalesa.
Finalmente fue un 15 de octubre de 1938, cuando los pobladores de lo que ahora es Tingo María, se habían reunido a pedido del Ing. Enrique Pimentel, quien le mostró un acuerdo de ley y con frases emocionadas hizo conocer a los presentes que los terrenos que comprendían Tingo María habían sido expropiados a favor de los colonos que habitaban en aquel entonces.
Quedaba así sellada la historia de la fundación de la ciudad teniendo como patrona a Santa Teresita del Niño Jesús por el fervor católico que mostraban los pobladores.

## Política
- 2015-2018
  - Alcalde: alcalde Carlos Augusto Zapata Medina, del Movimiento Político Avanzada Regional Independiente (ARI).
  - Regidores: Sady Jessica Sandoval Rojas, Álvaro Luis Del Águila Sánchez, Armando José Levano Corpancho, Iván Tello Reategui, Esperanza Chávez Merino , César Augusto Miranda Aguilar,Víctor Daniel Carhuajulca Ríos, Ivonne Smith Grandez Pérez, Carlos Luis Quinto López, Juana Martel Zevallos, Tomislavo Zecevich Acosta , Pedro Santiago Muro Mansilla.

## Geografía

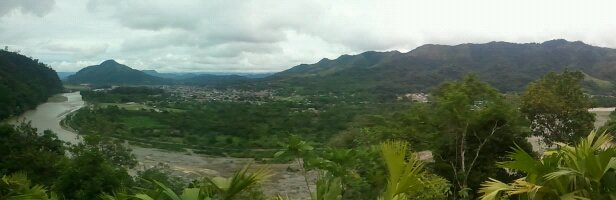
Vista panorámica de Tingo María.

### Ubicación

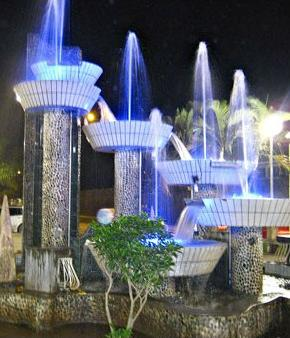
La plaza El Colono, en Tingo María.

Ubicada en la parte media del río Huallaga, entre la Cordillera Azul y la vertiente oriental de la Cordillera de los Andes, una zona de yunga.

### Hidrografía
El eje hidrográfico principal es el río Huallaga, el cual recibe numerosos afluentes, entre los cuales:
- Río Monzón: pertenece íntegramente al distrito de Monzón.
- Río Tulumayo: Tiene sus nacientes en el distrito de Chaglla, correspondiendo a Daniel Alomía Robles el resto de su curso inferior. Conjuntamente con el río Pendencia se une cerca al poblado de Pendencia que desemboca al Huallaga en el extremo Sur del distrito de José Crespo y Castillo.

### Clima
El clima de la ciudad es tropical, cálido con una temperatura promedio anual de 18 °C a 35 °C y humedad relativa de 77.5%, con una precipitación anual de 3.000 mm. Puede observarse microclimas o lluvias a distancias muy cortas entre 200 a 500 metros, no obstante debido al clima tropical el calor es constante todo el año.
| Parámetros climáticos promedio de Tingo María | Parámetros climáticos promedio de Tingo María | Parámetros climáticos promedio de Tingo María | Parámetros climáticos promedio de Tingo María | Parámetros climáticos promedio de Tingo María | Parámetros climáticos promedio de Tingo María | Parámetros climáticos promedio de Tingo María | Parámetros climáticos promedio de Tingo María | Parámetros climáticos promedio de Tingo María | Parámetros climáticos promedio de Tingo María | Parámetros climáticos promedio de Tingo María | Parámetros climáticos promedio de Tingo María | Parámetros climáticos promedio de Tingo María | Parámetros climáticos promedio de Tingo María |
| Mes                                           | Ene.                                          | Feb.                                          | Mar.                                          | Abr.                                          | May.                                          | Jun.                                          | Jul.                                          | Ago.                                          | Sep.                                          | Oct.                                          | Nov.                                          | Dic.                                          | Anual                                         |
| --------------------------------------------- | --------------------------------------------- | --------------------------------------------- | --------------------------------------------- | --------------------------------------------- | --------------------------------------------- | --------------------------------------------- | --------------------------------------------- | --------------------------------------------- | --------------------------------------------- | --------------------------------------------- | --------------------------------------------- | --------------------------------------------- | --------------------------------------------- |
| Temp. máx. abs. (°C)                          | 39                                            | 37                                            | 38.7                                          | 39                                            | 38                                            | 38                                            | 38                                            | 39                                            | 39                                            | 37.2                                          | 39                                            | 38.5                                          | 39                                            |
| Temp. máx. media (°C)                         | 29.9                                          | 29.9                                          | 29.9                                          | 30.8                                          | 30.8                                          | 30.7                                          | 30.6                                          | 30.8                                          | 30.9                                          | 30.8                                          | 30.9                                          | 30.8                                          | 30.6                                          |
| Temp. media (°C)                              | 24.3                                          | 24.3                                          | 24.3                                          | 24.8                                          | 24.7                                          | 24.2                                          | 24.1                                          | 24.2                                          | 24.3                                          | 24.3                                          | 24.9                                          | 24.7                                          | 24.4                                          |
| Temp. mín. media (°C)                         | 18.8                                          | 18.8                                          | 18.8                                          | 18.8                                          | 18.7                                          | 17.8                                          | 17.7                                          | 17.6                                          | 17.7                                          | 17.8                                          | 18.9                                          | 18.7                                          | 18.3                                          |
| Temp. mín. abs. (°C)                          | 17                                            | 9.3                                           | 14.2                                          | 13                                            | 11.5                                          | 12.4                                          | 10                                            | 12                                            | 13                                            | 9.6                                           | 15.1                                          | 16                                            | 9.3                                           |
| Precipitación total (mm)                      | 418                                           | 357                                           | 331                                           | 267                                           | 209                                           | 130                                           | 130                                           | 112                                           | 158                                           | 268                                           | 313                                           | 349                                           | 3042                                          |
| Fuente: climate-data.org                      |                                               |                                               |                                               |                                               |                                               |                                               |                                               |                                               |                                               |                                               |                                               |                                               |                                               |

## Sitios de interés
- Cuevas de las lechuzas. Su principal atractivos turístico, a 15 minutos del centro de la ciudad. Constituido por bosque y una inmensa caverna en la que podrás adentrar al interior
- Cueva de las Pavas. Se encuentra en las riveras del Río las pavas, ideal para bañarse e ir de campo.
- Aguas saladas. Piscina natural medicinal
- Plaza de Armas
- La Alameda Perú Es un paseo de 7 cuadras que atraviesa el centro de Tingo María, con anchas veredas y árboles oriundos de la zona, con algunos monumentos como los del coronel Leoncio Prado, José Abelardo Quiñones entre otros
- Óvalo Leoncio Prado Monumento en memoria del Coronel Leoncio Prado, para perennizar su heroísmo. La estatua está ubicada en la intersección de la Alameda Perú y el jiron Pucallpa.
- Plaza El Colono esta plaza fue construida en memoria a los primeros pobladores de Tingo María
- Parque Ramón Castilla
- Monumento a José Abelardo Quiñones declarado Héroe Nacional del Perú, a causa de su inmolación en una misión aérea contra las baterías ecuatorianas. Debido a este hecho, su imagen aparece en el billete de 10 Nuevos Soles.

## Áreas naturales protegidas
- Parque nacional Tingo María
- Parque nacional Cordillera Azul

| Atractivos Turísticos |
| --- |
| - La Bella Durmiente Cadena de montañas circundantes a la ciudad de Tingo María, reproduce la silueta recostada de la joven doncella Nunash. - La Cueva de las Lechuzas donde se pueden observar estalactitas y estalagmitas. - Las Cuevas de las Pavas, Balneario donde las personas se pueden bañar. - Catarata Santa Carmen - Catarata El Velo de las Ninfas - Comunidad intercultural nativa Soiviri - Comunidad Nativa Bena Jema - Jardín Botánico de Tingo María, con biodiversidad de animales y plantas - Catarata de San Miguel - Serpentario "Animals' Paradise" - Laguna de los Milagros - Mirador de la Cruz Conocido también como mirador de San Francisco desde donde se puede observar a la Bella Durmiente. - Mirador de Jacintillo se puede apreciar toda la ciudad de tingo María y la Cordillera Azul |

## Educación

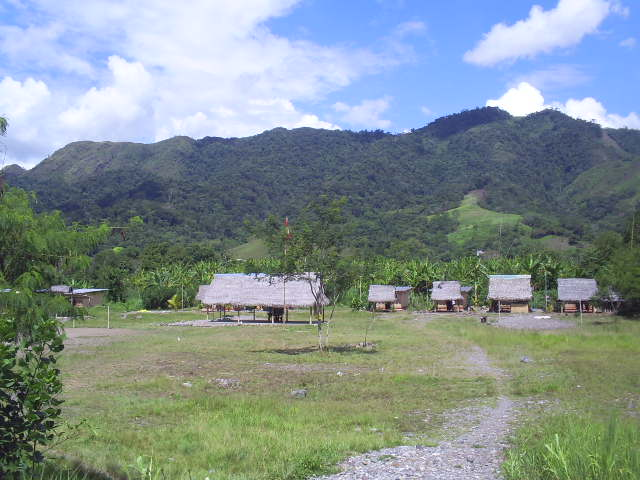
Comunidad Nativa Bena Jema

La ciudad de Tingo María tiene varias instituciones educativas de todos los niveles de enseñanza, desde la educación inicial hasta programas de postgrado. 

### Instituciones educativas
Colegios
| Nombre                               | Financiamiento    | Dirección Actual                             |
| ------------------------------------ | ----------------- | -------------------------------------------- |
| I.E.P. Adrian Lofsted                | Privado           | Av. Raimondi #913                            |
| I.E. Parroquial "Padre Abad"         | Estatal           | Av. Ucayali 4.ª Cuadra                       |
| I.E. Sagrada Familia Fe y Alegría 64 | Estatal           | Av. La bandera o Jr. Callao cuadra 3         |
| I.E. Gómez Arias Dávila              | Estatal           | Av. Enrique Pimentel                         |
| I.E. César A. Vallejo                | Estatal           | Jr. Iquitos - Castillo Grande                |
| I.E. Fe y Alegría "Sagrada Familia"  | Estatal / privado | Jr. Callao 1.ª cuadra                        |
| I.E.I.P.P "Hijos de La sabiduría"    | Privado           | Av. José Carlos Mariategui - Castillo Grande |
| I.E. Ricardo Palma Soriano           | Estatal           | Av. Alameda Perú                             |
| I.E.P.P CIMAFIQ                      | Privado           | Jr. Cayumba #696                             |
| I.E. Mariscal Ramón Castilla         | Estatal           | Jr. Tarapacá #250                            |
| I.E. Cristiano Internacional ELIM    | Privado           | Av. Alameda Perú #966                        |
| I.E. Amazonas                        | Privado           | Jirón Piura #1100                            |
| I.E.P. Galileo Galilei               | Privado           | Av. Alameda Perú #1206                       |
| I.E. Tupac Amaru                     | Estatal           | Av, Enrique Pimentel 581                     |
| I.E. Leoncio Prado Gutiérrez         | Estatal           | Av. Alameda Perú 7.º Cuadra                  |

Universidades
| Nombre                                   | Financiamento | Funcionamiento |
| ---------------------------------------- | ------------- | -------------- |
| Universidad Nacional Agraria de la Selva | Estatal       | Sede principal |
| Universidad de Huánuco                   | Privado       | Sucursal       |

### Institutos y Escuelas Superiores
- Instituto de Educación Superior Tecnológico Público "Naranjillo"
- Instituto Superior Tecnológico del Oriente (ISTO)

### Centros de formación y capacitación profesional
- Servicio Nacional de Adiestramiento en Trabajo Industrial SENATI
- Centro de Educación Técnico Productivo (CETPRO), Inca Garcilaso de la Vega.

## Festividades
- 14 de mayo: Aniversario del parque nacional Tingo María
- 24 de junio: Fiesta de San Juan.en la víspera bailan alrededor de fogatas Los Tulumayos con conjuntos típicos. Al amanecer hay un baile de pandillada en donde la gente baila alrededor de un árbol cargadas de regalos y que se le conoce con el nombre de "Yunza". Durante el día la gente acude a las playas de los ríos para celebrar, organizan bailes y ferias artesanales. Todos degustan del “Juane” ese día.
- 28 y 29 de julio: Fiestas Patrias del Perú.
- 15 de octubre: Aniversario de Tingo María.

## Gastronomía
En Tingo María como en casi toda la amazonia peruana, se encuentran una gran variedad de platos típicos y bebidas, que gozan de un gran prestigio nacional, por la preparación adecuada, los sabores agradables, los ingredientes que se utilizan y por lo exótico de estos.
Entre los potajes tradicionales tenemos:
- Juane: Constituye un plato tradicional en las fiestas de San Juan. Tiene la forma de un gran tamal, preparado a base de arroz, gallina, aceitunas y huevos; el cual se envuelve en una hoja llamada bijao.
- Tacacho con cecina: El tacacho, es el plátano frito y machacado con un poco de sal que se mezcla con manteca de chancho, por lo general se sirve acompañado de cecina, que es la carne de cerdo seca y ahumada.
- Patarashca: Esta comida incluye cualquier tipo de pescado de la zona, envuelto en hoja de plátano o de la planta llamada bijao, y se prepara asado, al horno o sancochado, con condimentos.
- Pollo canga: Es pollo a la parrilla aderezada con naranja o Limón
- Inchicapi de gallina: Es una sopa preparada a base de maní molido o licuado, gallina de chacra, yuca, maíz, hoja de sacha culantro.

### Bebidas típicas y Frutas
- Aguajina: refresco a base de Aguaje.Aguajina

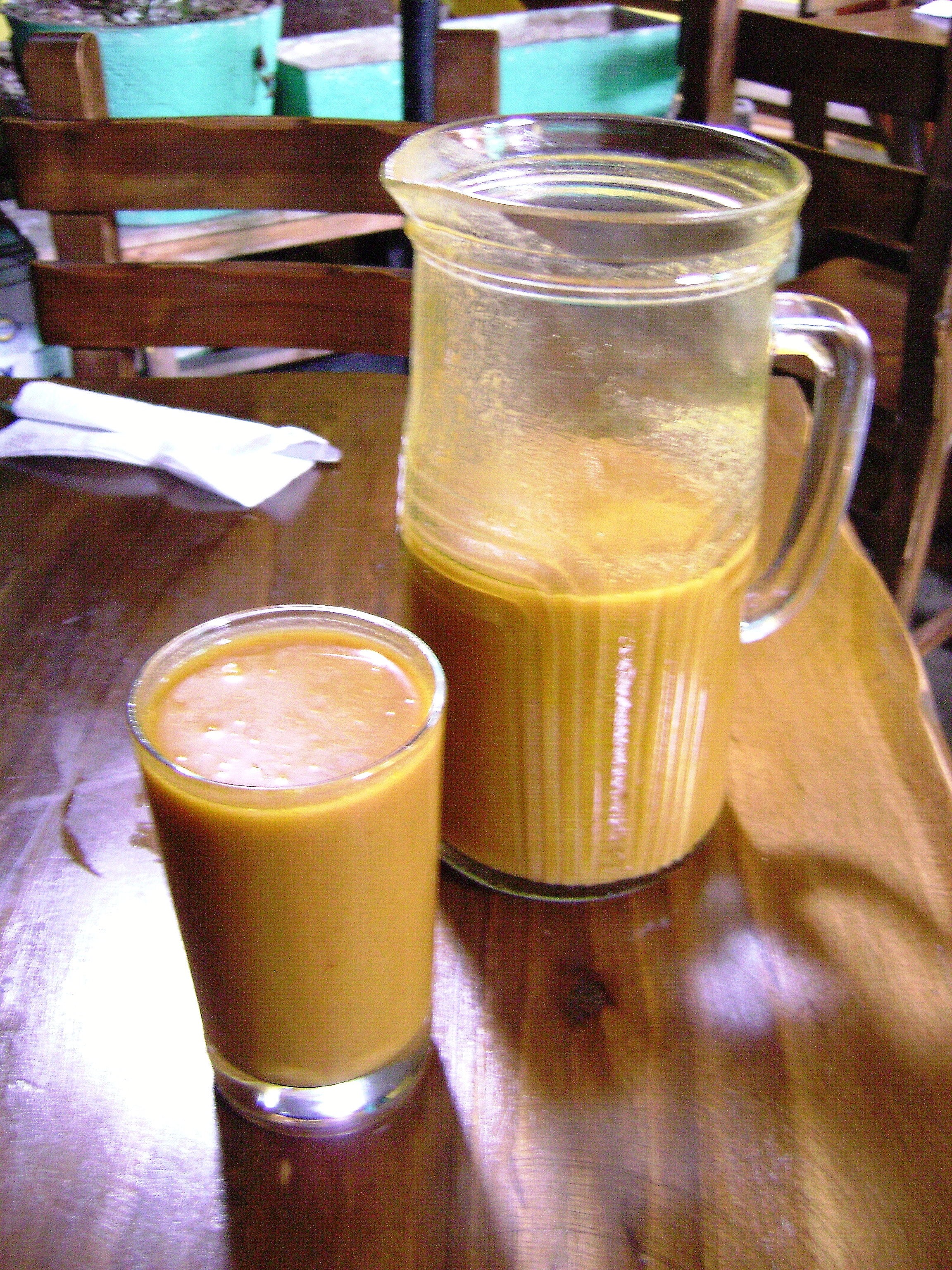
Aguajina

- Cocona: refresco del jugo del fruto de la Cocona. Jugo de cocona

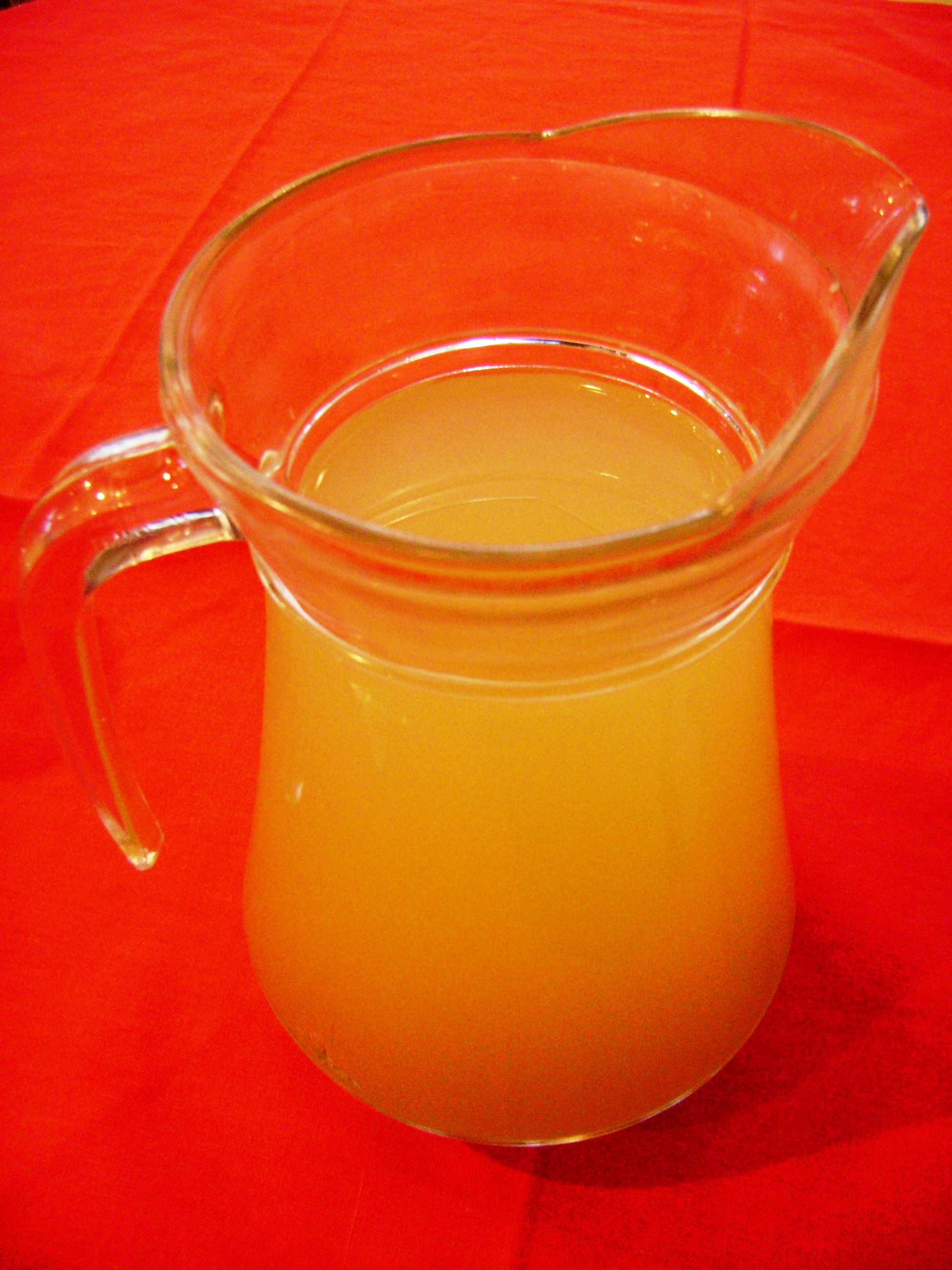
Jugo de cocona

- Chapo: refresco a base de plátanos maduro
- Masato: bebida típica de la selva elaborada a base de yuca, consiste en dejarlos fermentar en una olla con agua por un tiempo aproximado de 6-8 días, hasta que comience a segregar espuma, esto se produce gracias a la fermentación microbiana por diferentes tipos de Lactobacillus.

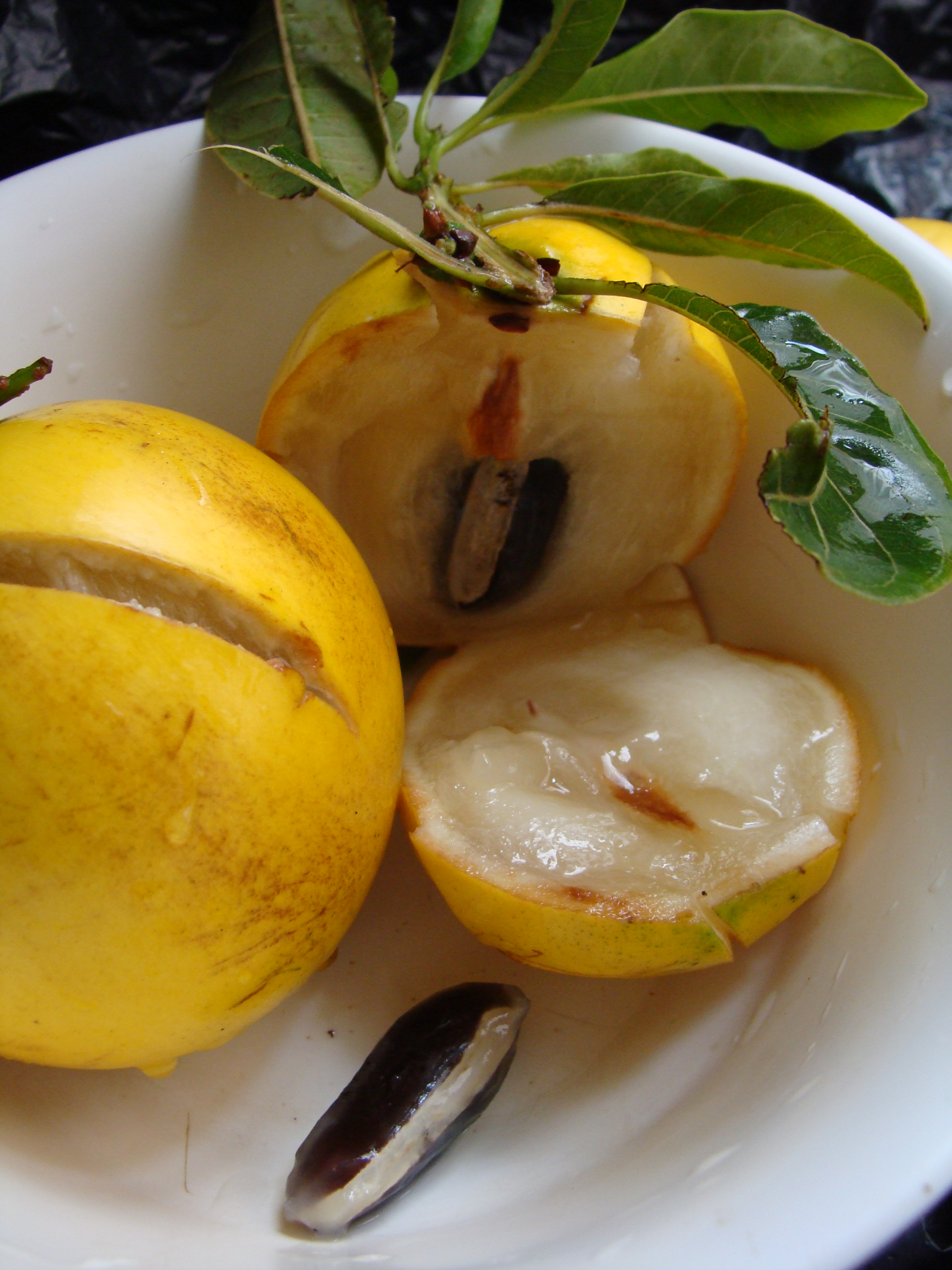
Caimito 

### Bebidas medicinales
- Chuchuhuasi
- Uña de Gato
- Camu camu
- Siete Raíces
- Ayahuasca
- Sangre de grado

## Ubicación geográfica
| Noroeste: Chiclayo1040km Trujillo(838km.) Cajamarca781km. Uchiza (164km.) | Norte: Tarapoto (465 km) Juanjuí (346 km) Tocache (172 km) Aucayacu (54 km) | Nordeste: Iquitos                                                 |
| Oeste: Monzón (69 km) Huaraz Chimbote                                     |                                                                             | Este: Aguaytia(96 km.) Pucallpa(350km)                            |
| Suroeste: Lima (532 km.)                                                  | Sur: Huánuco (120 km) Huancayo 475 km Ayacucho 738 km                       | Sureste: Codo del Pozuzo(101km.) Pozuzo(160km.) Oxapampa (238km.) |